# Santaluz
Santaluz es un municipio brasileño del estado de Bahía, se encuentra a 258 km de la capital, Salvador de Bahía.
Se localiza a una latitud de 11º15'21" sur y una longitud de 39º22'30" oeste. Su población estimada para el año 2022 era de 37.834 habitantes.